# 塔布雷特火山
13°26′06″N 88°31′55″W / 13.435°N 88.532°W

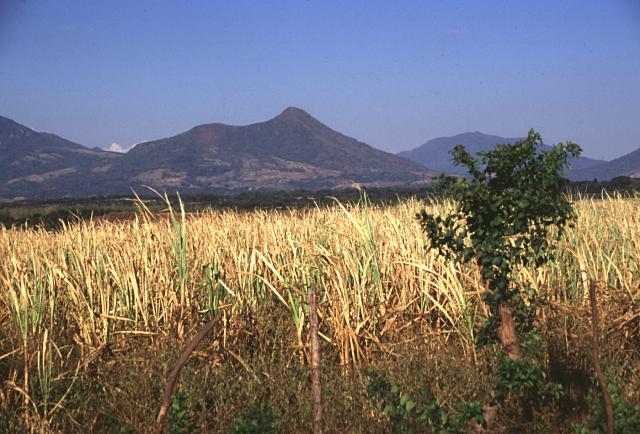

塔布雷特火山（西班牙語：Taburete），是薩爾瓦多的火山，位於該國中部，由烏蘇盧坦省負責管轄，處於欽琼特佩克火山和聖米格爾火山之間，海拔高度1,172米。